# Acadèmia del Cinema Català
L'Acadèmia del Cinema Català (ACC) és una associació sense ànim de lucre creada per aglutinar tot el sector cinematogràfic català dins d'una entitat catalana solvent i de prestigi. Judith Colell n'és la presidenta des del 2021. És membre de la Film Academy Network Europe de l'Acadèmia de Cinema Europeu (EFA). Forma part també de la Federació d'Organitzacions Catalanes Internacionalment Reconegudes (FOCIR).

## Història
El 21 de febrer de 2008, quaranta-sis professionals representatius dels diferents àmbits de la indústria del cinema (directors, directors de fotografia, actors, productors, directors de càsting, guionistes, tècnics, etc.) es van reunir per fundar l'Acadèmia del Cinema Català amb l'objectiu d'aglutinar tot el sector cinematogràfic català dins d'una entitat catalana solvent i de prestigi i sense ànim de lucre.

### Principis fundacionals
L'Acadèmia de Cinema Català neix amb l'objectiu de ser la veu unitària de la cinematografia catalana formada per tots els sectors creatius i productius de la professió en matèria artística i científica, de forma anàloga a les altres acadèmies cinematogràfiques.
Els seus principis fundacionals són:
1. Aglutinar els professionals del sector creatiu, tècnic i de producció cinematogràfica de Catalunya per donar una identitat a les nostres produccions cinematogràfiques.
2. Cohesionar el sector cinematogràfic català.
3. Promocionar el cinema català i dotar-lo de prestigi davant dels mitjans de comunicació i el públic en general.
4. Contribuir a la internacionalització del cinema català.
5. Impulsar la innovació i la formació continuada entre els professionals catalans de tot el sector, impulsant fòrums de discussió i debats.
6. Recolzar els joves talents.
7. Capitalitzar el potencial del cinema català.
8. Atorgar els premis Anuals de l'Acadèmia, anomenats Premis Gaudí, instaurats l'any 2008 i que varen prendre el relleu dels Premis Barcelona, impulsats i organitzats pel Col·legi de Directors de Cinema de Catalunya, consolidant-ne el seu prestigi i la seva trajectòria.
9. Aconseguir el reconeixement internacional de l'Acadèmia.
10. Intervenir en el redactat i aprovació de tots els elements legislatius i normatives oficials que afectin al cinema en qualsevol de les seves accepcions.
11. Exigir una política de recursos públics pel foment i la consolidació de la nostra cinematografia.
12. Investigar, analitzar i estudiar científicament el fet cinematogràfic i difondre'n el seu coneixement.

## Pla d'actuació
L'Acadèmia del Cinema Català vol esdevenir una institució dinamitzadora del sector cinematogràfic català en tots els seus àmbits, contribuint així a la promoció i internacionalització de la cinematografia catalana.
Les principals línies d'actuació són:
- Organitzar trobades o cicles per promoure la cinematografia catalana arreu del món i internacionalitzar el cinema català;
- Establir vincles amb altres acadèmies cinematogràfiques i institucions culturals d'arreu del món;
- Crear sinergies amb entitats culturals i artístiques de Catalunya i d'arreu del món;
- Atorgar, organitzar i promoure els premis Anuals de l'Acadèmia i dotar-los del segell i del prestigi que tenen altres premis europeus i internacionals;
- Coordinar i col·laborar amb els diversos organismes i departaments del govern de la Generalitat implicats en la promoció i producció del cinema català per optimitzar els recursos;
- Intervenir en el redactat i aprovació de tots els elements legislatius i normatives oficials que afectin al cinema en qualsevol de les seves accepcions;
- Intervenir en la política de subvencions o polítiques cinematogràfiques;
- Recolzar els joves talents mitjançant la creació de Premis, beques o ajuts;
- Promoure la investigació científica del llenguatge cinematogràfic;
- Editar publicacions de referència amb les conclusions dels diferents estudis;
- Organitzar fòrums de discussió així com debats i seminaris;
- Fomentar la innovació entre els professionals de tots els àmbits del sector cinematogràfic;
- Qualsevol altra que sigui adequada al compliment de l'objecte i de les finalitats pels quals va ser creada l'Acadèmia.

## Organigrama

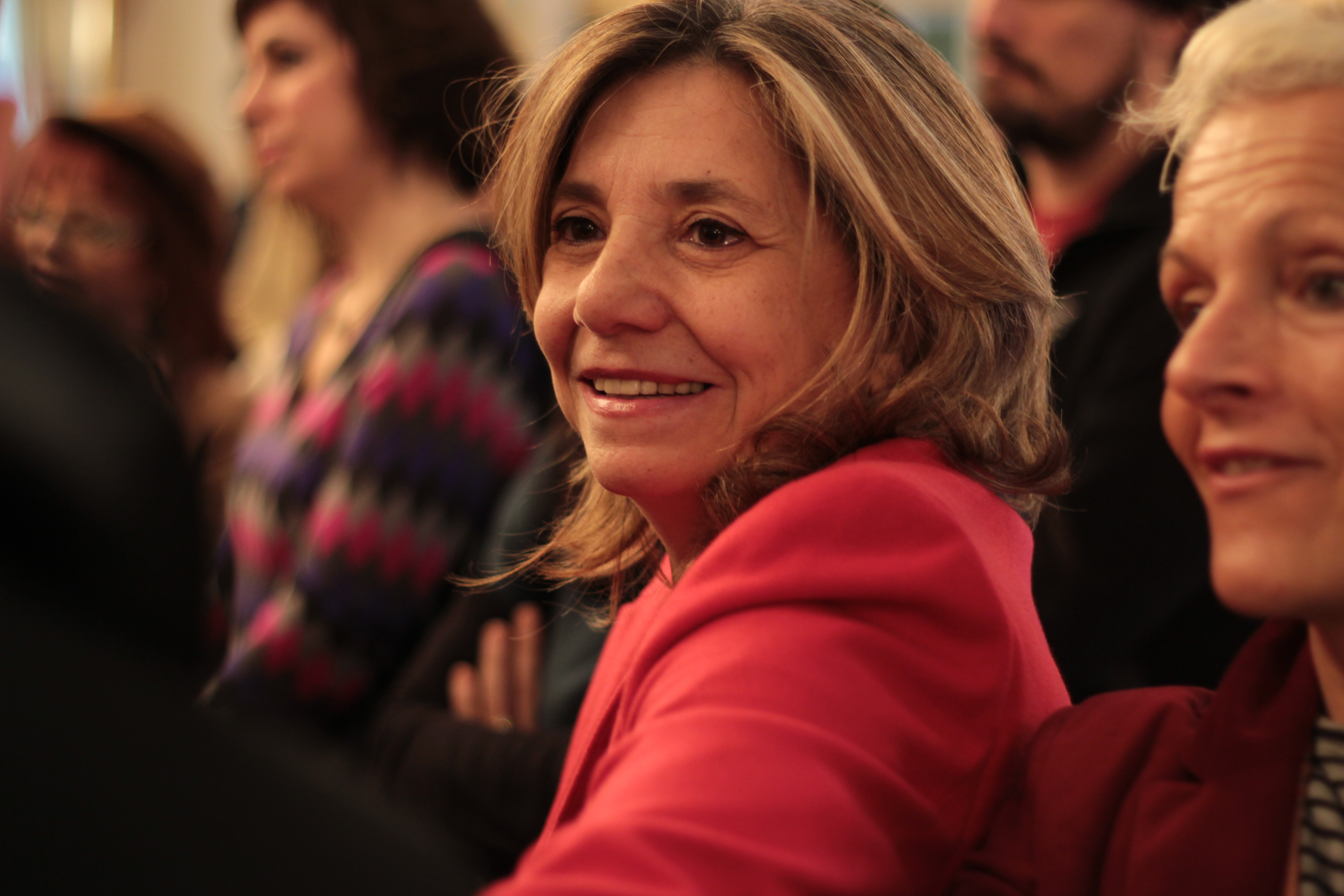
Isona Passola i Vidal, expresidenta de l'Acadèmia del Cinema Català

L'Acadèmia del Cinema Català es compon d'una Assemblea General i es regeix per la Junta Directiva. L'Equip de Govern assisteix al president en les seves funcions executives i administratives.
Els càrrecs són els següents:
- Presidenta: Judith Colell
- Vicepresident: Carlos R. Ríos
- Secretària: Carla Simón
- Tresorer: Eduard Sola
- Vocals: Alba Cros, Maria Molins, Ana Pfaff, Sílvia Quer, Àngels Masclans i David Verdaguer

Alhora, l'Acadèmia la formen membres numeraris, membres associats i membres d'honor. Tots els acadèmics de la Junta Directiva són membres numeraris de l'Acadèmia.

## Presidència
- Joel Joan i Juvé (2008 – 2013)
- Isona Passola i Vidal (2013 – 2021)
- Judith Colell i Pallarès (2021 –)

## Premis Gaudí de l'Acadèmia del Cinema Català
L'Acadèmia del Cinema Català organitza i atorga els premis anuals per difondre i promocionar les millors pel·lícules, artistes i tècnics del sector cinematogràfic català.
Els premis de l'Acadèmia provenen dels Premis Barcelona, que van néixer l'any 2002 des del Col·legi de Directors de Cinema de Catalunya com a continuació dels dinars de Nadal en el Port de Barcelona organitzats pel Col·legi. Es convidava als directors que havien estrenat pel·lícula aquell any, les altres entitats professionals que hi havien participat (productors, directors de fotografia i actors), TVC, l'ICIC, SGAE i a la premsa. Es tractava de fer una afirmació al cinema català, un cinema al qual se li negava l'existència. A les postres es feia menció dels èxits i tots els compromisos amb totes les entitats implicades que acudien al dinar.
L'objectiu principal de l'Acadèmia en organitzar aquests premis és dotar-los del prestigi i segell d'altres premis similars existents a Europa i arreu del món, impulsant-los a través de l'Acadèmia, que és la institució que aglutina als millors professionals del sector i que és qui votarà i decidirà els premis anuals.
Les pel·lícules candidates als Premis Gaudí poden optar a un total de 22 categories:
- Millor Pel·lícula
- Millor Pel·lícula en llengua no catalana
- Millor Direcció
- Millor Guió
- Millor Protagonista Femenina
- Millor Protagonista Masculí
- Millor Direcció de Producció
- Millor Pel·lícula Documental
- Millor Curtmetratge
- Millor Pel·lícula per a Televisió
- Millor Pel·lícula d'Animació
- Millor Direcció Artística
- Millor Actriu Secundària
- Millor Actor Secundari
- Millor Muntatge
- Millor Música Original
- Millor Fotografia
- Millor Vestuari
- Millor So
- Millors efectes visuals
- Millor Maquillatge i Perruqueria
- Millor Pel·lícula Europea

### Premi Gaudí d'Honor - Miquel Porter
A més s'atorga el Premi Gaudí d'Honor Miquel Porter per distingir la trajectòria d'un prestigiós professional que hagi contribuït amb la seva obra i el seu compromís a enaltir el cinema català. Els guardonats han estat els següents:
- 2009: Jaime Camino[3]
- 2010: Josep Maria Forn[4]
- 2011: Jordi Dauder[5]
- 2012: Pere Portabella[6]
- 2013: Montserrat Carulla[7]
- 2014: Julieta Serrano[8]
- 2015: Ventura Pons[9]
- 2016: Rosa Maria Sardà i Tàmaro[10]
- 2017: Josep Maria Pou i Serra[11]
- 2018: Mercè Sampietro
- 2019: Joan Pera
- 2020: Francesc Betriu i Cabeceran
- 2021: Carme Elias i Boada
- 2022: Tomàs Pladevall Fontanet
- 2023: Jaume Figueras i Rabert
- 2023: Rosa Vergés[12]

### Premi Especial del Públic
Des de la desena edició dels Premis Gaudí, s'inclou el Premi Especial del Públic, on hi participen les 8 pel·lícules nominades en les categories de Millor pel·lícula i Millor pel·lícula en llengua no catalana. El públic pot exercir el seu vot a través d'una plataforma online, i el resultat es dona a conèixer durant la Gala de lliurament dels Premis Gaudí. Les pel·lícules guardonades han estat: 
- 2018: La Llamada, de Javier Calvo i Javier Ambrossi.
- 2019: Viaje al cuarto de una madre, de Celia Rico.
- 2020: 7 raons per fugir, dirigida per Esteve Soler, Gerard Quinto i David Torras
- 2021: Les dues nits d'ahir, dirigida per Pau Cruanyes i Gerard Vidal
- 2022: Mediterráneo, de Marcel Barrena
- 2023: Alcarràs, de Carla Simón
- 2024: El mestre que va prometre el mar, de Patrícia Font.

## Premi Pepón Coromina
El Premi Pepón Coromina és un premi anual iniciat l'any 2012 que es concedeix en el marc de la Festa d'Estiu del Cinema Català que organitza l'Acadèmia del Cinema Català. Està destinat a reconèixer les aportacions més innovadores, arriscades o creatives que hagin tingut lloc en l'àmbit cinematogràfic cada any natural. El nom del premi és un reconeixement a la tasca portada a terme pel productor Pepón Coromina i Farreny, que entre 1977 i 1987 va contribuir de manera determinant en l'aparició de noves formes de llenguatge cinematogràfic i a la consolidació professional d'un elevat nombre d'artistes i cineastes.

### Guanyadors
- 2013: Bigas Luna[14]
- 2014: Hammudi Al-Rahmoun Font[15]
- 2015: El camí més llarg per tornar a casa[16]
- 2016: La academia de las musas[17]
- 2017: Nely Reguera[18]
- 2018: D'A Film Festival Barcelona
- 2020: Lluís Miñarro i Albero[19]
- 2021: Cinema en curs[20][21]
- 2022: Cinemes Girona[22]
- 2023: Dones Visuals[23]
- 2024: Upon entry (L'arribada)[24]

## Premis i reconeixements
- 2011- Premi Comte Jaume d'Urgell[25]